# Miguel Ángel Fuster
Miguel Ángel Fuster Martínez (n. Benidorm, Alicante, 1971). Es un piloto de rally que ha disputado diferentes categorías entre las que destaca el campeonato de España donde ha sido 6 veces campeón. Es el único piloto que ha ganado el certamen con vehículos de diferente tracción: tracción delantera (Citroën Saxo Kit Car Evo III, 2003); tracción total (Abarth Grande Punto S2000, 2007 Ford Fiesta R5,2018) y tracción trasera (Porsche 911 GT3, 2011, 2012 y 2015).

## Biografía
Ha participado en diversas copas de promoción, como la Copa Renault de Rallyes (subcampeón en 1994); el Desafío Peugeot (campeón en 1995); o el Trofeo Citroën Saxo (campeón en 1999). Miguel Fuster llegaría a ser piloto oficial Peugeot en 1996, de Citroën en 2004 y de Fiat en 2007 y 2008. Fue Campeón de España de rallyes de asfalto absoluto en los años 2003 y 2007 y campeón de Grupo N en el año 1996.  A lo largo de su carrera deportiva ha materializado triunfos para cinco marcas distintas: Peugeot, Renault, Citroën, Fiat y Porsche.
Tras haber ganado en diferentes Copas de Promoción dentro de la Copa de España de Rallyes y del Campeonato de España de Rallyes, decide afrontar el reto de formar un equipo propio privado para luchar por el Campeonato Absoluto de Rallyes. Por ello, en el año 2002, forma el equipo Auto Laca Winston Spirit, con el equipo Prorallye como preparador y el patrocinio de Auto Laca, a bordo de un Citroën Saxo Kit Car F3, comenzando la temporada a mitad de la misma, en el mes de junio, en el Rally Rías Baixas. En ese tallye termina 3.º tras Chus Puras y Dani Solá. Al final del año, queda clasificado como Campeón de España en la categoría F3 y 3.º absoluto del Campeonato España Rallyes Asfalto. Ganador absoluto del Rallye Vasco Navarro. 5 carreras celebradas en el año, 5 terminadas, con 5 podiums conseguidos.
El año siguiente, en el 2003, continuando con de la estructura del mismo equipo y con el Saxo Kit Car en su tercera evolución, gana el Campeonato de España de Rallyes, tras haber ganado los rallyes de Canarias, Rías Baixas, Ourense y Avilés.
En el año 2007, disputaría de nuevo el Nacional de Asfalto a bordo de un Fiat Grande Punto S2000 como piloto oficial de Fiat Auto España. Afrontaría la temporada como favorito a la victoria final, que alcanzaría tras una dura pugna con Alberto Hevia a lo largo de toda la temporada, consiguiendo además los triunfos en los rallyes de Vilajoyosa; Orense y Costa Brava.
En la temporada 2008, competiría de nuevo en el Nacional de Asfalto como piloto oficial de Fiat, finalizando cuarto absoluto y logrando una victoria, el Rally Villajoyosa.

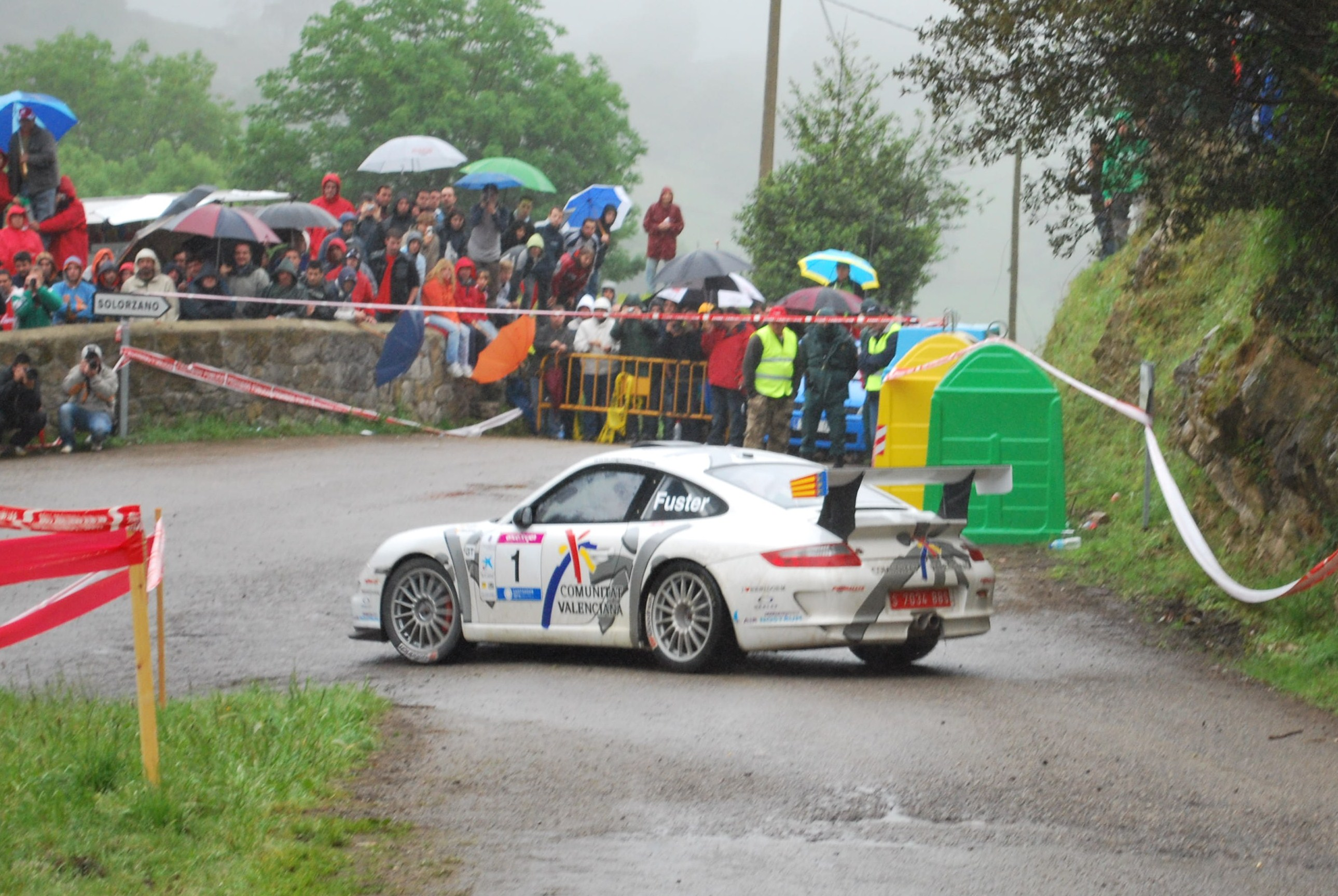
Miguel Fuster en el Rallye Cantabria-Infinita 2009

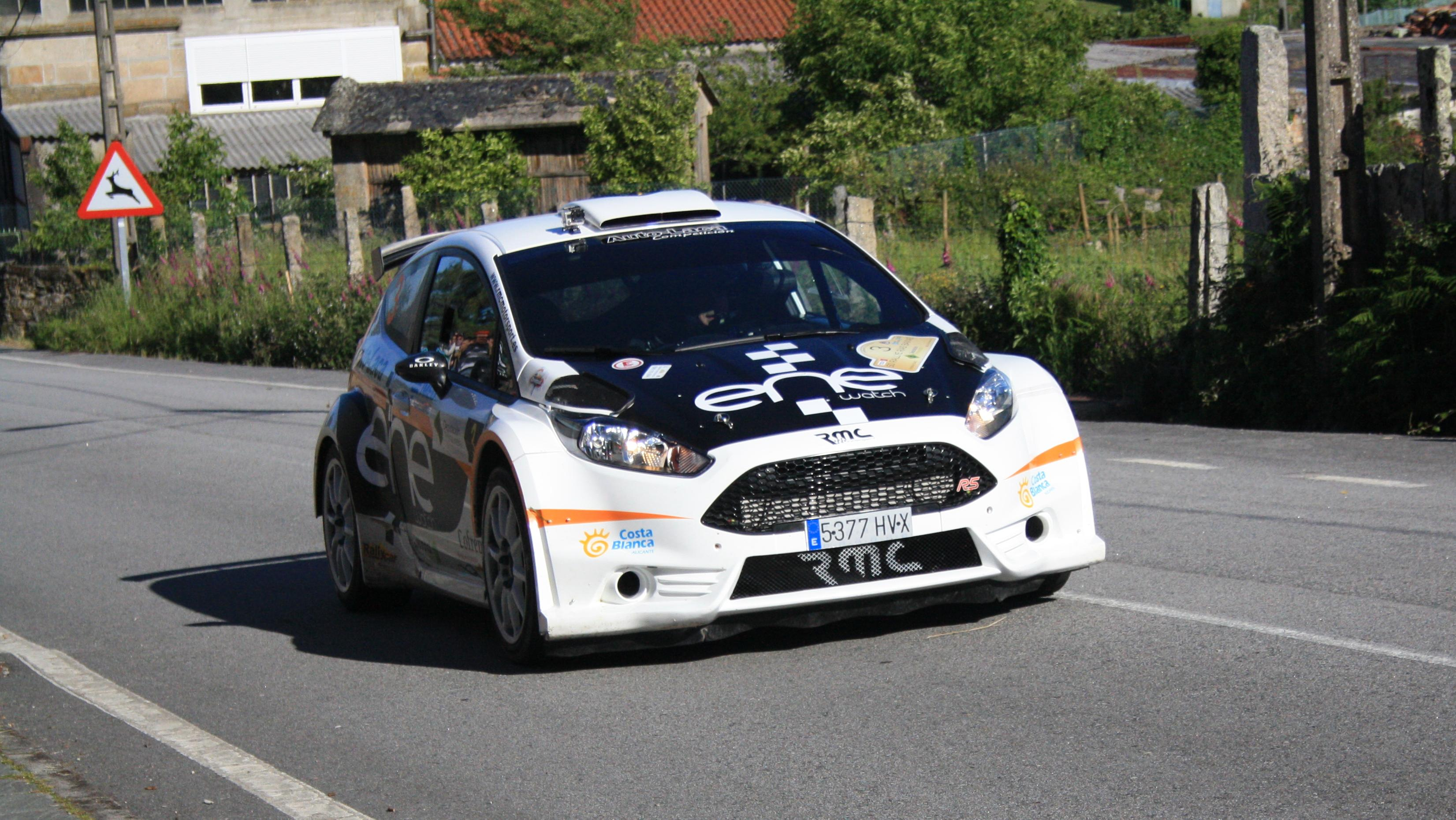
Miguel Fuster en el Rally Rías Baixas 2014 con su Ford Fiesta R5

En 2009, disputa el Nacional de Asfalto a los mandos de un Porsche 911 GT3 preparado por Prorallye quien había conseguido fichar en el año 2002 a Bernard Vara, conocido por su trabajo en los años 70 y 80 con los Porsche, además de con el vehículo de Sergio Vallejo, subcampeón del Campeonato en 2008. Sus comienzos con la nueva montura fueron buenos, con victorias en las citas de Vilajoyosa y Rías Baixas, además de un segundo puesto en Canarias y un cuarto en Cantabria, aunque finalmente no pudo superar la quinta plaza en el resultado final de la temporada.
En el año 2011, tras una dura pelea en cada carrera entre los vehículos GT, los S2000 y los N+, Miguel Fuster consigue su tercer Campeonato de España de Rallyes con el Porsche 911 GT3 en el Rally Sierra Morena de Córdoba a falta aún de celebrarse la última prueba del Campeonato, el Rallye Race de Madrid. La temporada había sido una compleja lucha contra varios pilotos destacando al campeón del mundo de S2000, el catalán Xavi Pons, el asturiano Alberto Hevia con Skoda Fabia S2000 y el gallego Sergio Vallejo con otro Porsche 911 GT3. Al final las victorias en los rallyes de Villajoyosa, Canarias, Orense y Príncipe de Asturias y los segundos puestos conseguidos consiguen darle los puntos finales para ser Campeón de España.
Miguel Fuster siempre ha participado con las siguientes escuderías o concursantes:
- Cuando ha sido piloto oficial, con el equipo oficial de una marca.
- Equipo Auto Laca Competición
- Equipo Imex Laca Competición.
- Escudería AIA (Asociación Interclubs de Automovilismo de la Provincia de Alicante)

## Resultados completos

### Campeonato de España
| Año  | Equipo                | Vehículo                  | 1       | 2       | 3       | 4     | 5       | 6        | 7       | 8       | 9       | 10      | 11    | 12  | Posición | Puntos |
| ---- | --------------------- | ------------------------- | ------- | ------- | ------- | ----- | ------- | -------- | ------- | ------- | ------- | ------- | ----- | --- | -------- | ------ |
| 2001 | A.I.A                 | Citroën Saxo Kit Car      | MED 5   | ECI     | SAL Ret | COR 8 | VLL 3   | OUR 9    | AVI 4   | RBX 5   | PRI 6   | VEN     | CAJ 4 | MAD | 4º       | 816    |
| 2002 | A.I.A.                | Citroën Saxo Kit Car      | ECI     | CAJ     | VLL     | OUR   | AVI     | RBX 3    | VCN 1   | MED 2   |         |         |       |     | 4º       | 137    |
| 2002 | Auto-Laca Competición | Citroën Saxo Kit Car      |         |         |         |       |         |          |         |         | CDS 2   | MAD 2   |       |     | 4º       | 137    |
| 2003 | Auto Laca Competición | Citroën Saxo Kit Car      | MED 2   | CNR 2   | CAN 2   | RBX 1 | OUR 1   | AVI 1    | PRA 9   | VCN     | CDS     |         |       |     | 1º       | 84     |
| 2004 | Citroën Hispania      | Citroën C2 S1600          | VLJ 2   | CNR Ret | CAN Ret | RBX 3 | ORN 7   | AVIL Ret | PRA Ret | VLL     | CDS     | MAD     |       |     | 8º       | 26     |
| 2005 | Imex Laca             | Renault Clio S1600        | VLJ Ret | CNR 4   | CAN 3   | RBX 2 | ORN 2   | AVI 3    | FRR Ret | VLL 2   | PRA Ret |         |       |     | 3º       | 64     |
| 2006 | Imex Laca             | Renault Clio S1600        | VLJ 2   | CNR 1   | CAN 4   | RBX 1 | ORN 1   | AVI 3    | PRA 2   | FRR 4   | VLL Ret |         |       |     | 2º       | 95     |
| 2007 | Fiat Auto España      | Abarth Grande Punto S2000 | VLJ 1   | CNR 2   | CAN Ret | RBX 2 | ORN 1   | FRR Ret  | PRA Ret | VLL 2   | CBR 1   |         |       |     | 1º       | 81     |
| 2008 | Fiat Auto España      | Abarth Grande Punto S2000 | VLJ 1   | CNR Ret | CAN 2   | RBX 4 | ORN 2   | FRR Ret  | PRA 2   | VLL Ret | SRM     | CBR     | SHA   |     | 4º       | 65     |
| 2009 | A.I.A                 | Porsche 911 GT3           | VLJ 1   | CNR 2   | CAN 4   | RBX 1 | ORN Ret | FRR Ret  |         | VLL 2   | SRM Ret | CBR Ret |       |     | 5º       | 170    |
| 2009 | Abarth & Co. SpA      | Abarth Grande Punto S2000 |         |         |         |       |         |          | PRA Ret |         |         |         |       |     | 5º       | 170    |
| 2010 | A.I.A                 | Porsche 911 GT3           | VLJ 1   | CNR 1   | CAN     | RBX 3 | ORN Ret | FRR 4    | PRA 3   | VLL 3   | SRM     | RCM     |       |     | 2º       | 207    |
| 2011 | A.I.A                 | Porsche 911 GT3           | VLJ 1   | CNR 1   | CAN 6   | RBX 2 | ORN 1   | FRR DNS  | PRA 1   | VLL 2   | SRM 4   | RCM     |       |     | 1º       | 281    |
| 2012 | IMEX Laca Competición | Porsche 911 GT3           | CNR 1   | CAN Ret | RBX 4   | ORN 1 | FRR 3   | PRA 2    | VLL 2   | SRM 1   | RCM     |         |       |     | 1º       | 249,5  |
| 2013 | IMEX Laca Competición | Porsche 911 GT3           | CAN 2   | CAT     | RIA 3   | ORE 2 | FER 7   | PRI Ret  | LLA 4   | SMO     | MAD     |         |       |     | 6º       | 134    |
| 2014 | Auto Laca Competición | Porsche 997 GT3           | CNR Ret |         |         |       |         |          |         |         |         |         |       |     | 2º       | 209,5  |
| 2014 | Auto Laca Competición | Ford Fiesta R5            |         | SMO 2   | RBX 2   | OUR 1 | BIE Ret | FER 3    | PDA 1   | LLA 1   | CAN 1   | MAD Ret |       |     | 2º       | 209,5  |
| 2015 | Auto-Laca Competición | Porsche 997 GT3 RS        | VDA 1   | CNR 1   | SMO 1   | RBX 1 | OUR 4   | FER 7    | PDA 1   | LLA 3   | MAD Ret |         |       |     | 1º       | 263,5  |
| 2016 | Auto-Laca Competición | Ford Fiesta R5            | CNR     | ADE     | SMO     | FER   | CAN     | OUR      | PDA     | LLA 5   | MED Ret | MAD     |       |     | 28º      | 25     |
| 2017 | Renault Sport España  | Renault Clio N5           | SMO     | ECI     | ADE     | OUR   | FER 7   | PDA Ret  | LLA Ret | CAN Ret | MED 2   | MAD 6   |       |     | 11º      | 71     |
| 2018 | Fuster Racing         | Ford Fiesta R5            | COC 2   | SMO 1   | ECI 4   | ADE 3 | OUR 1   | FER Ret  | PDA Ret | LLA 1   | CAN 1   | MED 1   | MAD 3 |     | 1º       | 278    |
| 2019 | Auto-Laca Competición | Ford Fiesta R5            | SMO     | CAN     | ADE     | OUR   | COC     | FER      | PDA     | LLA     | CAN     | MED 6   | MAD   |     | 41.º     | 21     |

| Predecesor: Jesús Puras    | Campeón de España de Rally 2003      | Sucesor: Alberto Hevia            |
| Predecesor: Dani Solá      | Campeón de España de Rally 2007      | Sucesor: Enrique García Ojeda     |
| Predecesor: Alberto Hevia  | Campeón de España de Rally 2011-2012 | Sucesor: Luis Monzón              |
| Predecesor: Sergio Vallejo | Campeón de España de Rally 2015      | Sucesor: Cristian García Martínez |
| Predecesor: Iván Ares      | Campeón de España de Rally 2018      | Sucesor: Pepe López               |

## Premios, reconocimientos y distinciones
- Mejor Deportista Masculino de 2003 (finalista en 2011 y 2012) en los Premios Deportivos Provinciales de la Diputación de Alicante[4]
- Mejor Deportista Masculino de 2018 en los Premios Deportivos Provinciales de la Diputación de Alicante[4]